# Règlement intérieur en France
Dans les pays francophones, on appelle règlement intérieur un document écrit, régissant les devoirs et droits des membres d'un organisme, des salariés d'une entreprise ou d'une institution, d'un établissement pédagogique, ou encore des locataires ou occupants d'un immeuble.
En France c'est un document établi unilatéralement par l'employeur ou le bailleur, bien qu'il doive faire l'objet de consultations préalables.
Il est obligatoire dans les entreprises où sont employés habituellement au moins 50 salariés sur une période de 12 mois consécutive. Son contenu est limitativement énuméré par la loi française. Certaines formalités doivent être respectées préalablement à son entrée en vigueur.

## Établissements scolaires
Dans les EPLE (Établissement public local d'enseignement, lycée et collège), il est obligatoire et défini par l'article 3 du décret no 85-924 modifié par le décret no 2000-620 du 5 juillet 2000.
Le règlement intérieur adopté par le conseil d'administration définit les droits et les devoirs de chacun des membres de la communauté scolaire. Il détermine notamment les modalités selon lesquelles sont mis en application :
1. La liberté d'information et la liberté d'expression dont disposent les élèves, dans le respect du pluralisme et du principe de neutralité ;
2. Le respect des principes de laïcité et de pluralisme ;
3. Le devoir de tolérance et de respect d'autrui dans sa personnalité et dans ses convictions ;
4. Les garanties de protection contre toute agression physique ou morale et le devoir qui en découle pour chacun de n'user d'aucune violence ;
5. La prise en charge progressive par les élèves eux-mêmes de la responsabilité de certaines de leurs activités.

Le règlement intérieur comporte un chapitre consacré à la discipline des élèves. Les sanctions qui peuvent être prononcées à leur encontre vont de l'avertissement et du blâme à l'exclusion temporaire ou définitive de l'établissement ou de l'un de ses services annexes. La durée de l'exclusion temporaire ne peut excéder un mois. Des mesures de prévention, d'accompagnement et de réparation peuvent être prévues par le règlement intérieur. Les sanctions peuvent être assorties d'un sursis total ou partiel. Il ne peut être prononcé de sanctions ni prescrit de mesure de prévention, de réparation et d'accompagnement que ne prévoirait pas le règlement intérieur. Toute sanction, hormis l'exclusion définitive, est effacée du dossier administratif de l'élève au bout d'un an.
Le règlement intérieur est porté à la connaissance des membres de la communauté scolaire. Tout manquement au règlement intérieur justifie la mise en œuvre d'une procédure disciplinaire ou de poursuites appropriées.
Au quotidien, le règlement intérieur permet :  
- Le vivre ensemble.
- Des conditions d'enseignement et d'apprentissages les plus efficaces, et les plus sereines.

En école primaire, il est adopté par le Conseil d'École.

## Droit du travail
Le règlement intérieur est défini par le code du travail, article L.1321-1.
« C’est un document écrit, rédigé en français, par lequel, l’employeur, fixe des règles, en matière de discipline, d’hygiène et de sécurité, applicables dans l’entreprise ou l’établissement. »
Ce règlement intérieur est obligatoire dans les entreprises d’au moins 50 salariés, facultatif dans les petites entreprises, mais si un employeur décide de créer un règlement intérieur, alors il doit respecter la législation prévue.
Toute note de service ou autre document, quelle que soit leur appellation, qui porte des prescriptions générales et permanentes, dans les matières du règlement intérieur (hygiène, sécurité et discipline) est considéré comme une adjonction au règlement intérieur.

### Histoire du règlement intérieur
Les règlements d’ateliers peuvent être considérés comme l'ancêtre de règlement intérieur. 
Les patrons, dès le XVIIIe siècle, avait pris l’habitude d’établir un règlement qui s’applique à tous les ouvriers.
Le premier règlement intérieur en France a été créé en 1841, sous le Second Empire.
La loi du 16 juin 1910 sur le règlement intérieur a établi le principe du règlement intérieur comme un document obligatoire dans toutes les entreprises employant au moins 20 salariés.
La loi de 2001 a élargi le champ d'application du règlement intérieur à toutes les entreprises employant au moins 11 salariés.
En 1982, la loi n° 82-689 relative aux libertés des travailleurs dans l’entreprise implique que le règlement intérieur n’est plus considéré comme une « annexe » au contrat de travail. Il devient un document à part entière avec un contenu limité.

### Élaboration du règlement intérieur
La rédaction est effectuée par l’employeur. Il peut s’il le souhaite, négocier le contenu de ce règlement.
D'une part le projet doit être soumis pour avis au Comité d'entreprise, au cas où il n’y a pas de CE, des délégués du personnel. D’autre part pour la partie du règlement porte sur l’hygiène et la sécurité consultation du Comité d'hygiène, de sécurité et des conditions de travail. Ces avis ne lient pas l’employeur, il fait ce qu’il veut. Ces avis seront joints à l’envoi à l’inspecteur du travail. S’il omet ces consultations, il y a nullité du règlement.
L'employeur envoie à l’inspecteur du travail 2 exemplaires du règlement intérieur ainsi que les avis du Comité d'entreprise et du Comité d'hygiène, de sécurité et des conditions de travail. Cet envoi doit intervenir au plus tard un mois avant l’entrée en vigueur du règlement intérieur. L’omission de cette étape entraîne la nullité du règlement. C’est l’étape décisive car le code du travail a chargé l’inspecteur du travail du contrôle du règlement intérieur, et par conséquent cet inspecteur a le droit de rejeter certaines clauses.
Le règlement intérieur doit d’une part être affiché dans l’entreprise, au moins un mois avant l’entrée en vigueur et d'autre part déposé au secrétariat des Prud’hommes du lieu de l’entreprise.

### Contenu du règlement intérieur
Depuis 1982, avec les lois Auroux, l’employeur n’est plus libre d’aborder les thèmes qui lui conviennent, on a prévu des clauses obligatoires, les seules à pouvoir être abordées dans le règlement intérieur (il y en a 4) et des clauses interdites.

#### Clauses obligatoires
Le règlement intérieur doit comporter :
- les mesures d’application de la réglementation en matière d’hygiène et de sécurité et les mesures de prévention des risques,
- les règles générales et permanentes relatives à la discipline (droit à la défense des salariés, échelles des sanctions…),
- les conditions de travail si la santé des salariés est compromise
- les dispositions concernant le harcèlement moral et sexuel.

#### Clauses interdites
Sont interdites les clauses contraires aux lois et règlements en vigueur :
- Contraires aux dispositions du droit du code du travail (Celle qui dispose que celui qui a des réclamations à faire doit le faire par la voie hiérarchique. Celle qui ordonnait la rupture automatique du contrat de travail après une absence injustifiée de 72 heures)
- Contraires aux lois et règlements en vigueur dans d’autres branches du droit (Clause interdisant la réception de courrier personnel dans l’entreprise)
- Contraires aux accords collectifs et conventions collectives applicables dans l’entreprise :
- Qui apportent au droit des personnes et aux libertés individuelles et collectives, des restrictions qui ne seraient pas justifiées par la nature de la tâche à accomplir, ni proportionnées au but recherché.
- Les clauses discriminatoires.

### Contrôle du règlement intérieur

#### Contrôle administratif
Ce contrôle est confié à l’inspecteur du travail soit en amont, avant l’entrée en vigueur du règlement, soit en aval, après l’entrée en vigueur du règlement.
L'inspecteur du travail, peut lorsqu’il estime qu’il y a une clause non régulière, demander le retrait ou la modification d’une clause irrégulière, mais doit motiver sa demande au regard des dispositions du code du travail. Il ne peut en aucun cas modifier lui-même le règlement ou la clause irrégulière. Si l’employeur n’obéit pas, il commet une infraction pénale, mais il peut faire un recours. Ce recours est porté devant le directeur départemental du travail, la décision peut aussi faire l’objet d’un recours contentieux.

#### Recours judiciaires

##### Le recours indirect
À l’occasion d’un litige individuel du travail, par exemple un licenciement, l’employeur, pour justifier celui-ci, invoque le manquement du salarié a une clause du règlement intérieur.
Le salarié qui conteste la sanction, n’a qu’une possibilité, aller devant le conseil des Prud’hommes. Pour contester la sanction, il va dénoncer la clause. Le conseil des Prud’hommes va regarder cette clause. S’il estime que la clause est irrégulière, le conseil peut refuser d’appliquer la clause en l’espèce, « il peut la réputer non écrite ». Il ne peut cependant pas enlever cette clause, il n’est pas compétent dans cette matière. Le conseil des Prud’hommes va devoir envoyer une copie de son jugement à l’inspecteur du travail, qui lui va pouvoir contrôler la clause que le conseil a considéré non écrite.

##### Le contrôle direct par leTribunal de grande instance
Si la clause contestée a fait l’objet d’une décision de l’inspecteur du travail, le juge ne peut plus changer cette décision, mais dans le cas contraire, le contrôle judiciaire peut avoir lieu.